# Xerophyllum (Pflanzengattung)
Xerophyllum ist die einzige Pflanzengattung der Tribus Xerophylleae innerhalb der Familie der Germergewächse (Melanthiaceae). Die nur zwei Arten sind in Nordamerika verbreitet.

## Beschreibung

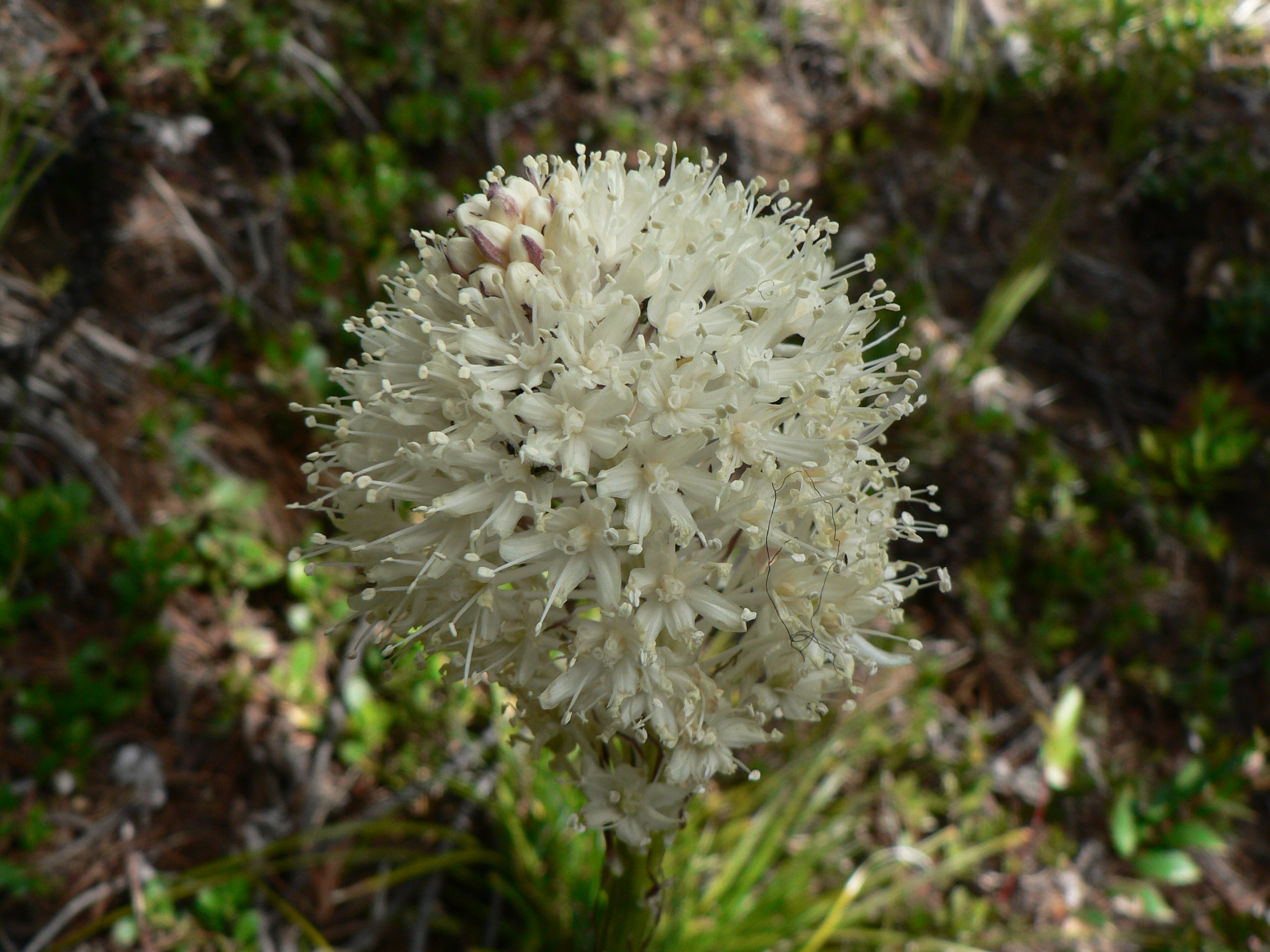
Blütenstand von Bärengras (Xerophyllum tenax) mit dicht stehenden Blüten

Die beiden Arten unterscheiden sich hauptsächlich in der Wuchshöhe, der Größe der Laubblätter, dem Durchmesser der Blütenstände, wobei Xerophyllum tenax in allen Merkmalen etwas größer ist als Xerophyllum asphodeloides, und ihrem Verbreitungsgebiet.

### Vegetative Merkmale
Die beiden Xerophyllum-Arten sind ausdauernde krautige Pflanzen. Die Wurzeln sind dick. Sie bilden holzige Rhizome aus, die in Knollen (mit „Tunika“) enden. Daraus treiben aufrechte und unverzweigte Stängel, die erst nach einigen Jahren blühen und nach der Samenbildung absterben.
Die Laubblätter sind spiralig zum großen Teil an der Basis, aber auch um den Stängel herum angeordnet. Die einfachen Blattspreiten sind dünn-linear und gekielt. Der Blattrand ist gesägt.

### Generative Merkmale
Es wird ein endständiger, traubiger Blütenstand gebildet mit eng stehenden Blüten und Hochblättern.
Die kleinen, duftenden Blüten sind zwittrig und dreizählig. Die sechs mehr oder weniger gleichgestalteten, cremeweißen Blütenhüllblätter (Tepalen) besitzen fünf bis sieben Nerven. Es sind zwei Kreise mit je drei Staubblättern vorhanden; sie sind 3 bis 4 Millimeter lang. Drei Fruchtblätter sind zu einem oberständigen Fruchtknoten verwachsen. Die drei freien Griffel sind zurückgebogen.
Die kugeligen bis eiförmigen Kapselfrüchte öffnen sich lokulizid und enthalten zwei bis vier Samen je Fruchtfach. Die grünlich-braunen Samen sind dreikantig, 3 bis 4 Millimeter groß und ungeflügelt.
Die Chromosomenzahl ist für Xerophyllum tenax 2n = 30.

## Systematik und Verbreitung
Die Gattung Xerophyllum wurde durch André Michaux aufgestellt. Der botanische Gattungsname Xerophyllum setzt sich aus den griechischen Wörtern ξηρός xērós für „trocken“ und φύλλον phýllon für „Blatt“ zusammen.
Die Gattung Xerophyllum enthält nur zwei Arten. Früher bildeten sie eine eigene Familie Xerophyllaceae Takht. Beide Arten wurden früher der Gattung Helonias zugerechnet. Die eine Art ist im östlichen, die anderen im westlichen Nordamerika verbreitet:
- Xerophyllum asphodeloides (L.) Nutt.: Sie besitzt ein disjunktes Areal in den trockenen Eichen-Hickory-Wäldern der südlichen Blue Ridge Mountains und den trockenen Sandböden der Pine Barrens in New Jersey. Nur bei dieser Art wurde das Alkaloid Xerophia nachgewiesen (W. Procter 1839).
- Bärengras (Xerophyllum tenax (Pursh) Nutt.): Ihr Areal liegt vor allem im westlichen Nordamerika, vom kanadischen Britisch-Kolumbien im Norden bis in das südliche Kalifornien und im Osten bis Wyoming. Bärengras besiedelt offene Nadelwälder, trockene Hänge, Geröllböden und Lichtungen in Höhenlagen von 0 bis 2300 Metern.

## Nutzung
Beide Arten werden als Zierpflanzen verwendet.
Die Fasern der Blätter des Bärengrases wurden von den indianischen Ureinwohnern zu Bekleidung und dekorativen wasserdichten Körben verwoben. Die fleischigen Rhizome wurden mehrere Tage lang geröstet und dann gegessen. Pflanzenteile wurden in der Volksmedizin eingesetzt.